# Melvin Jiménez Marín
Melvin Jiménez Marín (San José, 23 de junio de 1956) es un teólogo y sociólogo costarricense que se desempeña como el obispo oficial de la Iglesia Luterana en Costa Rica. El 14 de abril de 2014 fue anunciado como el próximo Ministro de Presidencia para el gobierno de Luis Guillermo Solís y empezó su cargo el 8 de mayo del mismo año. Se vio obligado a renunciar después de críticas por más de una semana debido a la consulta de un proyecto que proponía cerrar medios de comunicación por el contenido de sus mensajes. Jiménez es el primer obispo del Luteranismo en Costa Rica desde el 27 de abril de 2008 y fue el jefe de campaña de Solís para las elecciones del 2014. Fue destituido el 16 de abril de 2015. 

## Iglesia luterana
El 27 de abril de 2008 Jiménez fue nombrado el primer obispo de la Iglesia luterana de Costa Rica en un evento con presencia de luteranos de diferentes partes del mundo. En el momento de su nombramiento, indicó que hay más de 5.000 luteranos en Costa Rica y que además de que «su preocupación no era crear más luteranos sino mejores cristianos», abriendo sus puertas a cualquiera que quisiera congregarse.

### Matrimonio entre personas del mismo sexo
Como obispo, criticó abiertamente al diputado Justo Orozco por sus posiciones respecto al matrimonio entre personas del mismo sexo. El 14 de junio de 2012 hizo un llamado a la población cristiana de Costa Rica a no ponerle alto a ni a tenerle miedo a este tema. 

Hermanas, hermanos, hombres y mujeres de buena voluntad: no tengamos miedo a los cambios. A través de ellos, Dios nos desafía a releer, entender y dar testimonio de nuestra fe. No seamos un obstáculo para los cambios históricos. Al contrario, ofrezcamos una lectura y comprensión de los mismos, iluminándolos con la luz de Cristo, que es una luz de amor y de libertad, que es también una luz de juicio sobre toda injusticia, sobre toda discriminación e inequidad (“no hagan acepción de personas”).
Carta Pastoral del Obispo Melvin Jiménez M.

## Relación con Luis Guillermo Solís
Jiménez conoció a Solís en el Colegio Metodista de Costa Rica y asegura que desde ese entonces le vio a Solís muchas virtudes y que podía llegar a ser presidente. Posteriormente, 40 años después, fue uno de los que impulsó la precandidatura de Solís en la Convención del Partido Acción Ciudadana (PAC). Poco tiempo después se convirtió en el jefe de campaña que llegaría a ser victoriosa en las elecciones nacionales. Fue nombrado ministro de la Presidencia en la administración Solís Rivera, cargo que ejerció por poco menos de un año. Interpuso su renuncia al cargo ante el presidente la cual se hizo efectiva el 16 de abril de 2015 tras recibir diversas críticas y ser acusado por el ex-viceministro de Telecomunicaciones Allan Ruiz de ofrecerle una embajada tras renunciar, a raíz del escándalo suscitado por la presentación en corriente legislativa del Proyecto de Ley de Radio y Televisión por el ministerio del ramo. Jiménez negó haber hecho el ofrecimiento.